# アイドルマスター シャイニーカラーズ Song for Prism
『アイドルマスター シャイニーカラーズ Song for Prism』（アイドルマスター シャイニーカラーズ ソングフォープリズム、THE IDOLM@STER SHINY COLORS Song for Prism）は、バンダイナムコエンターテインメントよりiOS/Android/DMM GAMES（Microsoft Windows）用に配信されている音楽ゲームアプリ。2023年11月14日よりサービスを開始した。基本プレイ無料でアイテム課金が存在する。略称は「シャニソン」。

## 概要
ブラウザ用プラットフォームenzaおよびスマートフォンアプリとして展開されている育成シミュレーションゲーム『アイドルマスター シャイニーカラーズ』を題材とした音楽ゲームアプリであり、ジャンルは「アイドル育成シミュレーション&リズムゲーム」（アイドルライブ&プロデュースゲーム）。
2023年4月29日に開催された「アイドルマスター シャイニーカラーズ 新作ゲーム制作発表会」にてスマートフォンゲームとして制作されていることが発表された。
正式リリースに先駆けて、Demo版テストプレイを2023年5月19日15時から23日14時59分まで実施した。Demo版テストプレイの応募期間は2023年4月29日から5月7日まで8000人を応募人数とし、応募者には『アイドルマスター シャイニーカラーズ』（enzaおよびスマートフォンアプリ）で使用できるアイテムがプレゼントされた。
2023年7月23日、事前登録を開始した。また、登場人物も新ユニット「CoMETIK」（コメティック）が追加され、2023年4月に283プロに加入した「斑鳩ルカ」（声 - 川口莉奈）に加え、「鈴木羽那」（声 - 三川華月）と「郁田はるき」（声 - 小澤麗那）を新たに加えた。
2023年10月24日、PCでプレイ可能なプラットフォーム向けにDMM GAMESとGoogle Play Gamesに対応することが発表された。同年11月14日よりiOS/Android/DMM GAMES向けにサービスを開始した。
2024年9月26日配信の『運営レター生配信』にて本作の大型アップデートに伴うゲームサイクルの改修が発表になり、リズムゲームに特化した内容になることが発表された。これに伴い、2025年2月17日12時から同月26日12時まで、リニューアルに向けたハイスコアのリセットやスキル、ステータスなどのデータ調整を行うメンテナンス実施に伴い、サービスを一時停止。

## ゲームシステム
プレイヤーは芸能事務所「283プロダクション」のプロデューサーとして、所属アイドルをステージ上で輝かせていくことを目的とする。2025年2月中旬までは、プロデュースパートでレッスンやお仕事を通してユニットをプロデュース（育成）してフェスユニットを生み出し、ライブパートでフェスアイドルを編成し、ハイスコアを目指す形式だった。ゲームサイクルの改修後は、プロデュースを介さずに入手したプロデュースアイドルをそのままライブに編成し、ハイスコアを目指す形式にリニューアルされた。

### ライブ
全5段階の難易度があり、クリアすることでMVモードを解放することができる。画面上部より流れてくるノーツに合わせてタイミングよくタップ、フリック、長押しやスライドといったアクションを行うことでスコアを稼ぐ。
全体曲は5人編成でプレイでき、3人ユニットは3人での編成でプレイできるほか、アイドルたちの衣装やアクセサリを選択することもできる。

### プロデュース
ライブにある程度満足した後の追加体験という位置づけで、「フェスユニット」の誕生を目的とする。アイドル編成はユニットごとに選んで、アイドルユニットをプロデュースしていく。
3シーズンあり、各シーズンの最後にはオーディションに挑戦し、3シーズンとも勝利するとフェスユニットとなり、各ユニットごとのメモリアルライブステージが流れる。
アイドルたちの能力を向上させるレッスン、および目標となるオーディションに「プロデュースカード」が用いられ、各ユニットごとに様々な効果を持つカードをプロデュース中に獲得し、使いこなすことでレッスンやオーディションに勝利していく。
また、アイドルユニットの軌跡を描いた「プロデュースシナリオ」、およびアイドル個人の成長焦点を当てた「プロデュースアイドルシナリオ」や「サポートキャラシナリオ」もある。

## アイドルについて
ブラウザ用ゲームと同様2つの種類があり、本作では「プロデュースアイドル」と「サポートキャラ」を使ってプロデュースしていく。
プロデュースアイドル
六角形にディフォルメされたプロデュースの要となるカード。プロデュースパートでフェスユニットになると、2種ある潜在ライブスキルから1つランダムでフェスアイドルに付与される。ゲームサイクルのリニューアル後は、これまでのアイドルマスターシリーズ作品にも登場した「個別ライブスキル」と「センター効果」の2つに変更され、新たにタイプが追加。
サポートキャラ
プロデュースパートにてレッスンやお仕事、自主練などの効果をプラスするカード。ゲームサイクルのリニューアルは、新たにライブパートのサポートメンバーとして編成可能になる他、プロデュースアイドルの補助を行う機能が追加。
プロデュースカード
プロデュースパートのレッスンやオーディションで用いる。アピール上昇のほか、コスト削減やコンボにより効果を発揮するなど様々。

## ドレスアップルーム
個別アイドルの解放された衣装や私服の着せ替えを行う。

## イベント
月により3-4回行われ、プロデュースストーリーは1話、楽曲は3曲追加される。期間限定でミッションも開催。
楽曲追加イベント
イベント楽曲として本作のための新規楽曲を追加。
プロデュースイベント
既存のCDシリーズより追加し、それに基づいたプロデュースストーリーを追加。
シャイニーパーティー
プロデュースとライブゲームほかでミッションを達成すると交換用アイテムを獲得し、各種アイテムと交換できる。
チャレンジツアー
常時開催。「フェスユニット」になると参加可能。
シャイニーコンペティション
リニューアルに伴い追加された、プロデュースパートの新形式となるイベント。毎月選定される対象アイドルのユニットを期間内にプロデュースし、2種類のランキング上位を目指す。プロデュースをして得られるイベントポイントで様々な報酬も獲得できる。

## シーズンパス
月に1回追加されるパスで、シーズンごとのミッションをクリアすることによりアイテムや限定アイドルとの交換ができる。プレミアム機能の解放には各シーズンごとに追加課金が必要となる。

## 登場人物
これまでの登場人物に加え、新ユニット「CoMETIK」（コメティック）のキャラクター2人が追加された。また、「CoMETIK」は2023年冬にenza版にも追加された。
本作で追加されたキャラクター
鈴木 羽那（すずき はな）
声 - 三川華月
郁田 はるき（いくた はるき）
声 - 小澤麗那
また、2025年3月21日には765プロとのコラボレーションとして、天海春香（声 - 中村繪里子）・菊地真（声 - 平田宏美）・四条貴音（声 - 原由実）が登場する期間限定ガシャが開催された。

## CD
THE IDOLM@STER SHINY COLORS Song for Prism
2023年10月18日からリリースされている、本ゲーム用に作成された楽曲を収録したCDシングルシリーズ。